# アニコー・セゲディ
アニコー・セゲディ（Anikó Szegedi, 1938年3月22日 - ）は、ハンガリーのピアノ奏者。
ブダペストの生まれ。1948年からリスト音楽院に入り、ペーター・ソリモスの下でピアノを学んだ。1960年からハンガリー国立フィルハーモニー管弦楽団の専属ピアノ奏者になり、1963年にツヴィッカウで開かれたロベルト・シューマン国際ピアノ・コンクールで3位入賞を果たした。1974年から母校のリスト音楽院で教鞭をとる。